# Canton de Capestang
Le canton de Capestang est une ancienne division administrative française située en région Languedoc-Roussillon dans le département de l'Hérault, dans l'arrondissement de Béziers.

## Historique
Depuis 2014, les communes du canton de Capestang sont rattachées soit au canton de Saint-Pons-de-Thomières, soit au canton de Béziers-1, soit au canton de Cazouls-lès-Béziers.

## Composition
| Nom                   | Code Insee | Intercommunalité | Superficie (km2) | Population (dernière pop. légale) | Densité (hab./km2) |
| --------------------- | ---------- | ---------------- | ---------------- | --------------------------------- | ------------------ |
| Capestang (chef-lieu) | 34052      | CC Sud-Hérault   | 39,56            | 3 136 (2014)                      | 79                 |
| Creissan              | 34089      | CC Sud-Hérault   | 8,89             | 1 367 (2014)                      | 154                |
| Maureilhan            | 34155      | CC la Domitienne | 10,55            | 2 020 (2014)                      | 191                |
| Montady               | 34161      | CC la Domitienne | 9,95             | 3 988 (2014)                      | 401                |
| Montels               | 34167      | CC Sud-Hérault   | 7,30             | 250 (2014)                        | 34                 |
| Nissan-lez-Enserune   | 34183      | CC la Domitienne | 29,74            | 3 926 (2014)                      | 132                |
| Poilhes               | 34206      | CC Sud-Hérault   | 5,95             | 563 (2014)                        | 95                 |
| Puisserguier          | 34225      | CC Sud-Hérault   | 28,27            | 2 820 (2014)                      | 100                |
| Quarante              | 34226      | CC Sud-Hérault   | 30,05            | 1 723 (2014)                      | 57                 |

Canton renouvelé en 2011.

## Galerie
|  |  |

## Représentation

### Conseillers généraux de 1833 à 2015
| Période                                  | Période           | Identité                              | Étiquette          | Qualité |
| ---------------------------------------- | ----------------- | ------------------------------------- | ------------------ | --- |
| 1833                                     | 1845              | Isidore Payre                         |                    | Propriétaire à Capestang, ancien maire de Ventenac |
| 1845                                     | 1848              | Camille-Zéphirin Lartigue             |                    | Propriétaire foncier, maire de Capestang |
| 1848                                     | 1852              | Adolphe Saisset                       | Républicain modéré | Maire de Capestang |
| 1852                                     | 1867              | Jean-Joseph Cadilhac                  |                    | Avocat à Capestang |
| 1867                                     | 1870              | M. Bertrand                           | Opportuniste       | Propriétaire |
| 1870                                     | 1871              | Jules Augustin Laforgue               |                    | Notaire à Quarante |
| 1871                                     | 1886              | Jules Cazis de Lapeyrouse (1832-1892) |                    | Notaire, juge de paix |
| 1886                                     | 1890 (décès)      | Louis Bernard                         | Républicain        | Propriétaire à Lespignan |
| 1890                                     | 1897 (démission)  | Justin Augé                           | Rad.               | Viticulteur et commerçant Député (1897-1910) |
| 1897                                     | 1903 (décès)      | Pierre Théron                         | Républicain        | Médecin à Capestang |
| 1903                                     | 1904 (annulation) | Charles Guilhaumon                    | Rad.               | Docteur en droit à Paris, contrôleur des compagnies d'assurances au Ministère du commerce                                                                    |
| 1904                                     | 1905 (annulation) | Jean Casamia (1866-1949)              | SFIO               | Tonnelier, puis viticulteur Maire de Capestang |
| 1905                                     | 1906 (annulation) | Jean Casamia (1866-1949)              | SFIO               | Tonnelier, puis viticulteur Maire de Capestang |
| 1906                                     | 1928              | Charles Guilhaumon                    | Rad.               | Docteur en droit à Paris |
| 1928                                     | 1934              | Jean Félix                            | SFIO puis PSdF     | Propriétaire-viticulteur Maire d'Agde (1919-1944) Député (1919-1928 et 1932-1936)                                                                            |
| 1934                                     | 1940              | Jean Casamia                          | SFIO               | Tonnelier, puis viticulteur Maire de Capestang, conseiller d'arrondissement                                                                                  |
|                                          |                   |                                       |                    | |
| 1942                                     | 1945              | Lucien Maurel                         |                    | Maire de Capestang Nommé conseiller départemental en 1942 |
|                                          |                   |                                       |                    | |
| 1945                                     | 1955              | Marcelle Huc (1901-1988)              | SFIO               | Directrice d'école, secrétaire du Comité de Libération de Capestang                                                                                          |
| 1955                                     | 1973              | Louis Pierre Brénac                   | SFIO puis PS       | Bourrelier, propriétaire-viticulteur Maire de Nissan-lez-Ensérune (1951-1983)                                                                                |
| 1973                                     | 1977 (décès)      | Fernand Vidal (1920-1977)             | PS                 | Technicien TPE Maire de Capestang |
| 1977                                     | 2004              | Bernard Nayral                        | PS                 | Professeur de collège Député (1988-1993 et 1997-2002) Maire de Capestang (1983-2001)                                                                         |
| 2004                                     | 2015              | Jean-Noël Badénas                     | PS                 | Exploitant agricole Maire de Puisserguier Président de la Communauté de Communes "Entre Lirou et le Canal du Midi"" Conseiller général délégué à l'Insertion |
| Les données manquantes sont à compléter. |                   |                                       |                    | |

### Conseillers d'arrondissement (de 1833 à 1940)
| Période                                  | Période | Identité                              | Étiquette           | Qualité |
| ---------------------------------------- | ------- | ------------------------------------- | ------------------- | --- |
| 1833                                     | 1836    | Alexandre Andoque (1803-1883)         |                     | Propriétaire foncier à Quarante                                                                             |
| 1836                                     | 1848    | Georges-François-Michel Maury         |                     | Propriétaire, maire de Nissan                                                                               |
| 1848                                     | 1861    | Fortuné Maury                         |                     | Ancien maire de Nissan                                                                                      |
| 1861                                     | 1867    | Joseph François Constantin de Gineste |                     | Juge de paix du canton de Capestang (1846-1869)                                                             |
| 1867                                     | 1871    | Joseph Désiré Castres                 |                     | Maire de Capestang                                                                                          |
| 1871                                     |         | Victor Aubès                          |                     | Docteur-médecin à Nissan                                                                                    |
|                                          |         |                                       |                     | |
| 1895                                     | 1907    | Théodore Villebrun                    | Républicain Radical | Médecin, propriétaire à La Grangette, Capestang, suppléant de la justice de paix                            |
| 1907                                     | 1934    | Jean Casamia                          | SFIO                | Tonnelier, puis viticulteur, maire de Capestang, ancien conseiller général                                  |
| 1934                                     | 1940    | François Petit (1872-1953)            | SFIO                | Propriétaire viticulteur, maire de Nissan-lez-Ensérune (1931-1940) Révoqué par le Gouvernement de Vichy     |
| 1940                                     |         |                                       |                     | Les conseils d'arrondissement ont été suspendus par la loi du 12 octobre 1940 et n'ont jamais été réactivés |
| Les données manquantes sont à compléter. |         |                                       |                     | |

## Monuments ou sites
| - Oppidum d'Ensérune - Sarcophages gallo-romains et wisigothiques à Quarante - Étang asséché de Montady | - Collégiale de Capestang (XIIIe et XIVe siècles) - Plafond du château de Capestang - Canal du Midi |

## Démographie
| 1962   | 1968   | 1975   | 1982   | 1990   | 1999   | 2006   | 2011   | 2012   |
| ------ | ------ | ------ | ------ | ------ | ------ | ------ | ------ | ------ |
| 12 769 | 12 695 | 12 037 | 13 015 | 14 673 | 15 421 | 17 639 | 19 359 | 19 541 |